# Фудбалска репрезентација Боливије
Фудбалска репрезентација Боливије (шп. Selección de fútbol de Bolivia) је фудбалска репрезентација, која представља Боливију на међународним такмичењима и под водством је Боливијског фудбалског савеза.
Познати и као  La Verde (Зелени) репрезентација представља Боливију у међународном фудбалу за мушкарце од 1926. У организацији Боливијске фудбалске федерације (ФБФ), једна је од десет чланица ФИФА-ине Јужноамеричке фудбалске конфедерације (CONMEBOL).
После играња на светским првенствима 1930. и 1950. године, квалификовали су се само једном, 1994. године, где су испали у групној фази. Боливија никада није прошла у први круг било којег Светског првенства, а постигла је само један гол, 1994. Упркос својим наступима на Светском првенству, Боливија је освојила Куп Америке код куће 1963. и завршила као другопласирана 1997. године, када су били домаћини. На Купу Америке 2015. у Чилеу, пласирали су се у четвртфинале први пут од 1997. године, пошто су победили Еквадор са 3–2. Овим је такође прекинут низ без победа у Копа Америци, а њихова последња победа је била 28. јуна 1997. године, када су у полуфиналу победили Мексико са 1-0.

## Историја
Боливија је три пута наступала на Светском фудбалском првенству, први пут на првом одржаном Светском првенству 1930. када су као задњи завршили у групи. Најбољи пласман Боливије на Светском првенству је 12 место и на сва три такмичења на којима је наступала је завршила у групној фази. До сада су једном освојили континентално првенство Јужне Америке — Копа Америка 1963. на домаћем терену.

## Тимска слика

### Историја комплета
Прве униформе Боливије биле су беле. На Светском првенству у фудбалу 1930. године, пре утакмице са Југославијом, Боливија је насликала једно од слова у "Вива Уругвај" у сваком од једанаест стартних дресова како би задовољила локалну публику. У следећој утакмици са Бразилом, с обзиром да је противник такође носио бело, Боливија је уместо тога позајмила плаву униформу Уругваја да игра. Боливија је поново осликала поруку домаћинима на првенству Јужне Америке 1945. са дресовима играча са натписом "Вива Чиле". Године 1946. Боливија је променила боје свог дреса у црно-беле пруге, попут боја региона Кочабамба. ФБФ се вратио у бело следеће године. Године 1957. ФБФ је одлучио да користи једну од боја у застави Боливије. С обзиром да су црвену и жуту користили многи други Јужноамериканци, зелена је постала примарна боја, што је довело до надимка „Ла Верде“ („Зелени“).

### Спонзор комплета
| Спонзор                | Период       |
| ---------------------- | ------------ |
| Пеналти                | 1977–1979    |
| Адидас                 | 1980–1982    |
| Пеналти                | 1983–1986    |
| Адидас                 | 1987–1988    |
| Ел Паласио делас Горас | 1989-1990    |
| Адидас                 | 1991–1992    |
| Умбро                  | 1993–1999    |
| Атлетика               | 2000–2005    |
| Маратон                | 2006–2010    |
| Валон                  | 2011–2014    |
| Маратон                | 2015–present |

## Наступи на такмичењима

### Светска првенства
| 1930         | 1. коло               |                  |                  |                  |                  |                  |                  |                  |
| 1934         | Није учествовала      | Није учествовала | Није учествовала | Није учествовала | Није учествовала | Није учествовала | Није учествовала | Није учествовала |
| 1938         | Није учествовала      | Није учествовала | Није учествовала | Није учествовала | Није учествовала | Није учествовала | Није учествовала | Није учествовала |
| 1950         | 1. коло               |                  |                  |                  |                  |                  |                  |                  |
| 1954         | Није учествовала      |                  |                  |                  |                  |                  |                  |                  |
| 1958 до 1990 | Није се квалификовала |                  |                  |                  |                  |                  |                  |                  |
| 1994         | 1. коло               |                  |                  |                  |                  |                  |                  |                  |
| 1998 до 2022 | Није се квалификовала |                  |                  |                  |                  |                  |                  |                  |
| Укупно       | 3/22                  |                  |                  |                  |                  |                  |                  |                  |

## Играчи

### Тренутна постава
Следећи играчи су позвани у тим за квалификационе утакмице за Светско првенство 2026. против Еквадора и Парагваја 14. и 19. новембра 2024. године.
Наступи и голови ажурирани 19. новембра 2024. након утакмице са Парагвајем.
| Бр. | Поз. | Играч               | Датум рођења       | Наступи | Голови | Клуб                  |
| --- | ---- | ------------------- | ------------------ | ------- | ------ | --------------------- |
| 1   | GK   | Алехандро Торес     | 19. март 1998.     | 0       | 0      | Оријенте петролеро    |
| 12  | GK   | Родриго Банегас     | 8. новембар 1995.  | 0       | 0      | ГВ Сан Хозе           |
| 23  | GK   | Гиљермо Вискара     | 7. фебруар 1993.   | 29      | 0      | Алијанса Лима         |
|     |      |                     |                    |         |        |                       |
| 2   | DF   | Рене Барбоза        | 2. април 1993.     | 0       | 0      | ФК Аурора             |
| 3   | DF   | Диего Медина        | 13. јануар 2002.   | 20      | 0      | Увек спремни          |
| 4   | DF   | Луис Акин (капитен) | 15. новембар 1997. | 42      | 1      | Понте прета           |
| 5   | DF   | Марсело Суарез      | 29. август 2001.   | 15      | 0      | Увек спремни          |
| 13  | DF   | Јомар Роча          | 21. јун 2003.      | 7       | 0      | Боливар               |
| 17  | DF   | Роберто Фернандез   | 12. јул 1999.      | 41      | 1      | Акрон Толјати         |
| 19  | DF   | Ефраин Моралес      | 4. март 2004.      | 2       | 0      | Атланта јунајтед      |
| 21  | DF   | Луис Паз            | 9. јун 2004.       | 4       | 0      | Боливар               |
|     | DF   | Себастијан Алварез  | 29. август 2001.   | 1       | 0      | ПСБС Бјак             |
|     | DF   | Марсело Торез       | 8. јул 2006.       | 0       | 0      | Сантос U20            |
|     |      |                     |                    |         |        |                       |
| 6   | MF   | Ектор Кијар         | 16. август 2000.   | 15      | 0      | Увек спремни          |
| 7   | MF   | Мигел Терсерос      | 25. април 2004.    | 20      | 5      | Сантос                |
| 8   | MF   | Карлос Сехас        | 10. јануар 2004.   | 1       | 0      | Аурора                |
| 10  | MF   | Рамиро Вака         | 1. јул 1999.       | 41      | 5      | Боливар               |
| 14  | MF   | Робсон Томе         | 18. мај 2002.      | 7       | 0      | Увек спремни          |
| 15  | MF   | Габријел Вилами     | 28. јун 2001.      | 25      | 0      | ЛДУ Кито              |
| 16  | MF   | Адалид Теразас      | 25. август 2000.   | 5       | 0      | УСМ Алжир             |
| 20  | MF   | Ервин Вака          | 18. март 2004.     | 3       | 1      | Боливар               |
|     | MF   | Оскар Лопез         | 13. август 2006.   | 1       | 0      | Мајорка U19           |
|     | MF   | Густаво Мендоза     | 11. мај 2004.      | 0       | 0      | Сан Антонио Було Було |
|     |      |                     |                    |         |        |                       |
| 9   | FW   | Енцо Монтеиро       | 27. мај 2004.      | 5       | 1      | Сантос U20            |
| 11  | FW   | Кармело Алгарањаз   | 27. јануар 1996.   | 31      | 4      | Каламата              |
| 18  | FW   | Лукас Чавез         | 17. април 2003.    | 9       | 0      | ФК Ал Тавун           |
| 22  | FW   | Габријел Сотомајор  | 2. јул 1999.       | 1       | 0      | ФК Флоријана          |
|     | FW   | Цезар Меначо        | 9. август 1999.    | 6       | 0      | ФК Хамрун Спартанс    |